# Pars-lès-Chavanges
 Pars-lès-Chavanges  es una población y comuna francesa, en la región de Champaña-Ardenas, departamento de Aube, en el distrito de Bar-sur-Aube y cantón de Chavanges.

## Demografía
| 114 | 102 | 107 | 88 | 80 | 70 |
| Para los censos de 1962 a 1999 la población legal corresponde a la población sin duplicidades (Fuente: INSEE [Consultar]) |     |     |    |    |    |